# 照準ポッド

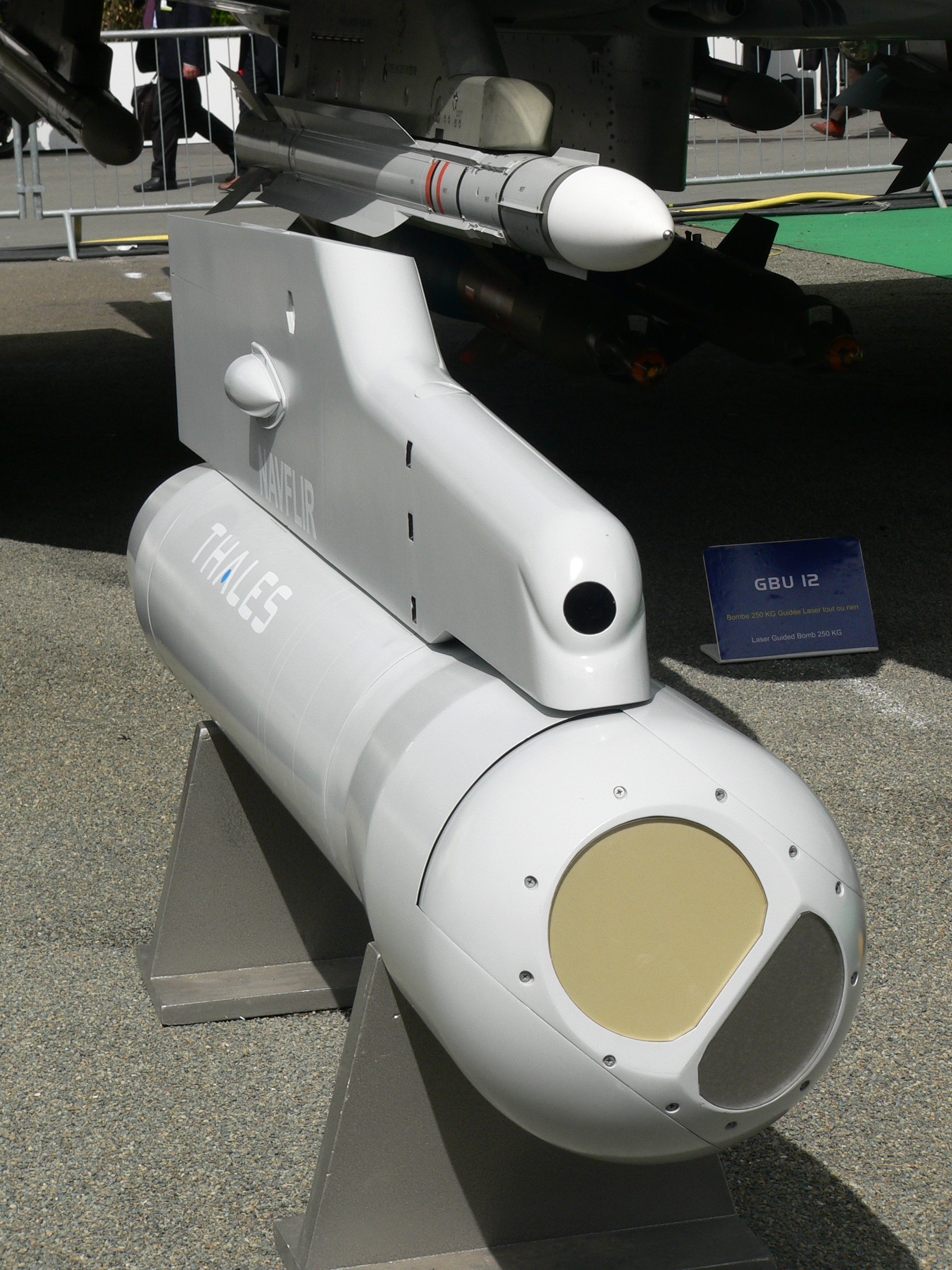
タレス ダモクル（照準ポッド）NAVFLIR付き目標指示ポッド

照準ポッド（Targeting pods, TGP  ）は、攻撃機が目標を特定し、レーザー誘導爆弾などの精密誘導兵器（PGM）を目標に誘導するために使用する目標指示装置である。最初の照準ポッドは1960年代半ばの初期のPGMに関連して開発された。 

## 分類

### レーザー目標指示装置
レーザー誘導爆弾の設計には、指定目標からの反射パルスレーザー光の位置を特定するレーザー目標追跡装置が必要で、これにより照準システムが特定の目標に向かうことが可能となる。最も単純な追跡装置（Pave Pennyなど）にはレーザーが無く、ただレーザーセンサーがある。一部の照準システムには、目標までの正確な距離を計算するレーザー距離計を組み込み、その情報を航法・攻撃システムに伝えるものがある。多くの照準ポッドや軍事施設では、距離計の反射した信号を受信するためにレーザースポットトラッカーと同じセンサーを使うため、測距と追跡の両方が可能である。これらをレーザー目標追跡装置および指示装置（LRMTS）という。一部の照準システムは、 レーザー誘導兵器の目標を指定できるレーザーを搭載し、攻撃機が個別目標や他の友軍を指定できる。1970年代のLRMTS（特に固定内部ユニット）には、目標指定に十分な出力やスラントレンジのあるレーザーが搭載されていなかったが、距離測定は可能だった。そのようなユニットには、地上での指定または他の航空機の前線航空管制による目標指定が必要だった。 

### 電子光学

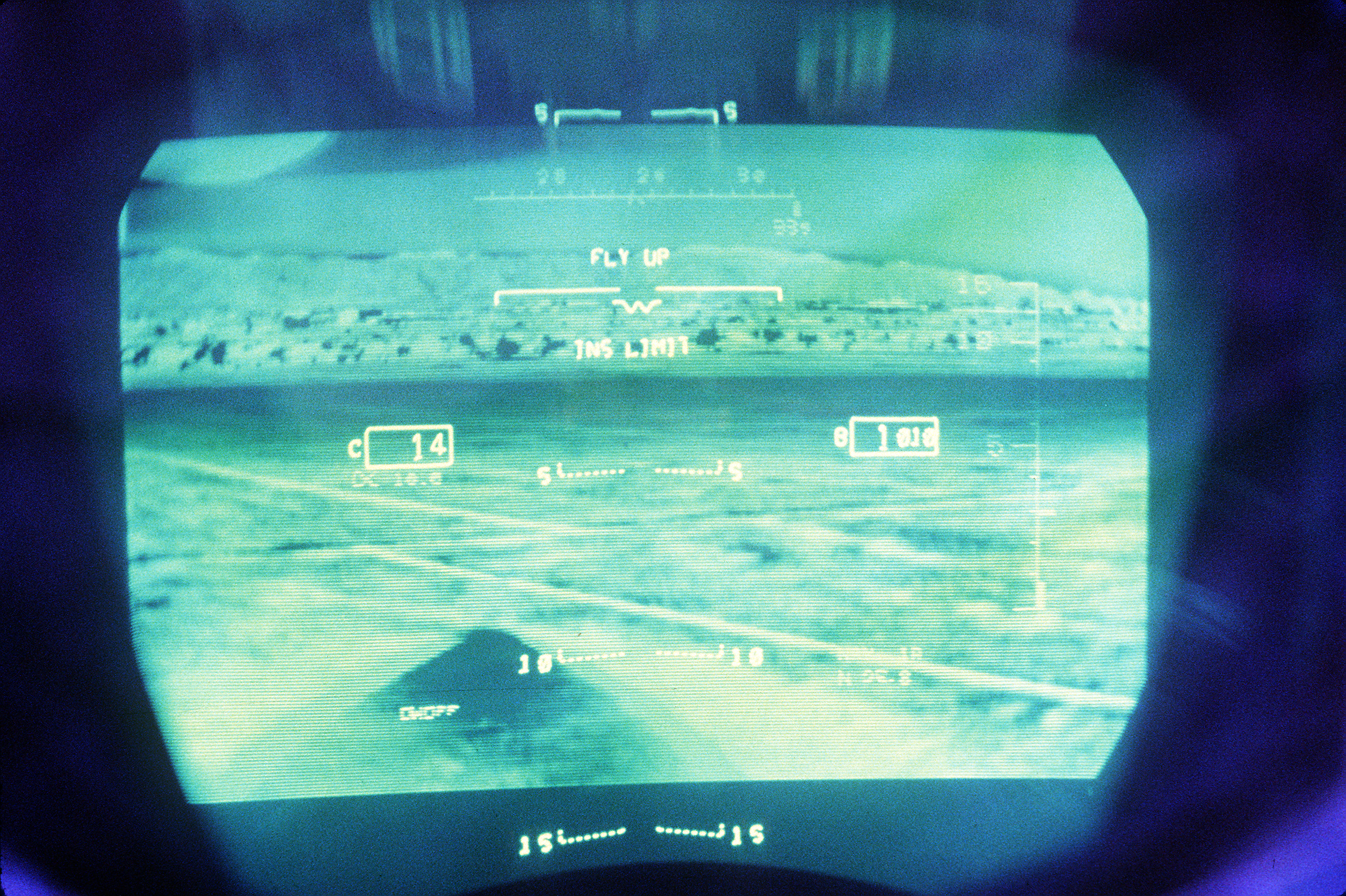
LANTIRNからの赤外線画像を映したF-15Eのヘッドアップディスプレイ

基礎的な電子光学センサー（Electro-Optical sensor, EO sensor）は、基本的に拡大レンズを備えたCCTVカメラであり、乗務員による目標の把握・特定を支援する。夜間・悪天候下の使用のために多くのEOセンサーには高感度光増幅システムが組み込まれている。暗闇で目標の把握・特定を支援するために基礎的な視覚EOに前方監視型赤外線（FLIR）を補完するものもある。これは赤外線検索追尾システム(IRST system）と呼ばれる。

### レーダー
特に捜索レーダーを搭載していない航空機の場合、一部のポッドは航法・照準用の小さなレーダーセットを含む。このようなシステムは、例えばアメリカ空軍 A-10 サンダーボルトIIの夜間全天候攻撃型用に開発された。現在、レーザーと赤外線システムは、レーダーと比べると敵に探知されにくく、標的への警告が少ないことから人気がある。レーザーは空中射撃のより正確な測距データを提供できる。

## 照準ポッドの一覧

### レーザースポットトラッカーポッド
- Pave Penny（英語版）

### レーザー目標指示ポッド
- ATLIS
- ATLIS II（英語版）
- K/PZS-01（英語版）
- Loong Eye I（英語版）

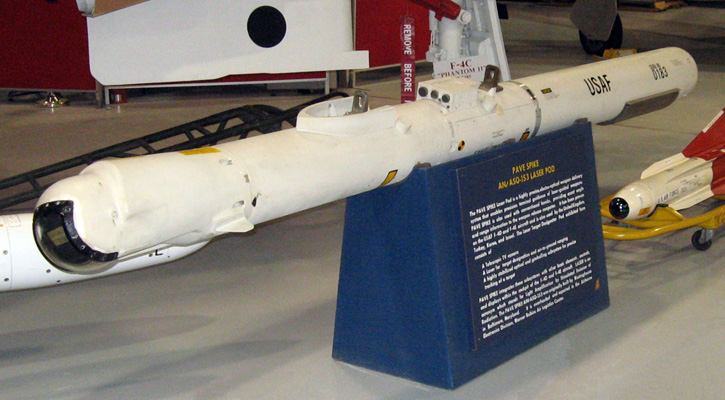
AN/ASQ-153

- Loong Eye II（英語版）
- OC2
- OC5
- AN/AVQ-10（英語版）
- AN/ASQ-153

### FLIRポッド
- Blue Sky（英語版）

### FLIRおよびレーザー目標指定ポッド

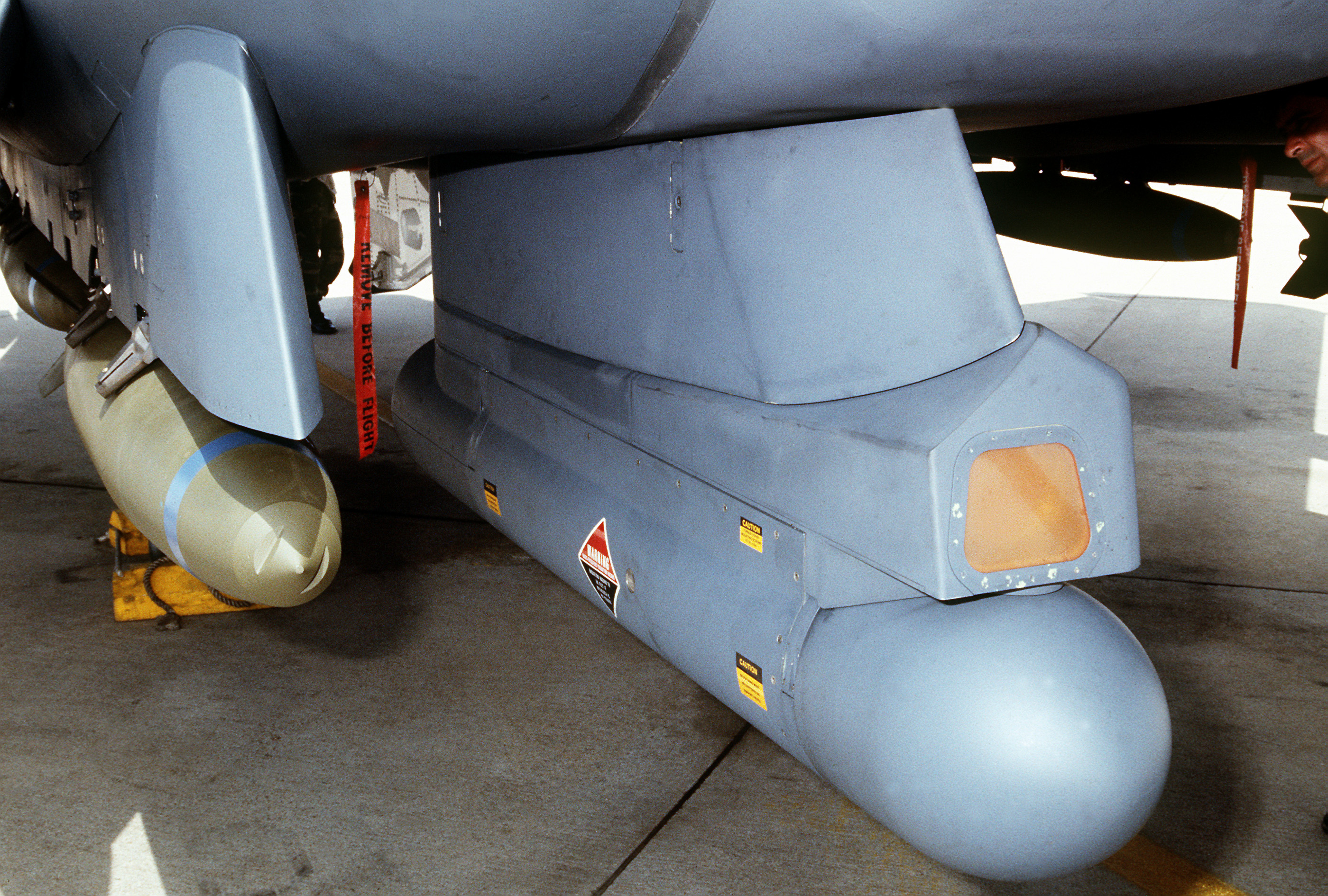
F-15Eに搭載されたLANTIRNポッド

- AN/ASQ-228 ATFLIR
- ASELPOD（英語版） [2]
- AUEODS
- FILAT（英語版）
- K/JDC-01（英語版）
- LANTIRN
- ライトニング
- AN/AAS-38
- AN/AAQ-33
- AN/AVQ-26
- PDLCT（英語版）
- STS-55
- STS-56
- ダモクル
- タリオス（フランス語版）
- TIALD（英語版）
- TX-S55
- TX-S56
- WMD-7（英語版）
- サプサン-E
- T220/E
- YINGS-III